# District de Huicheng
Le district de Huicheng (惠城区 ; pinyin : Huìchéng Qū) est une subdivision administrative de la province du Guangdong en Chine. Il est placé sous la juridiction de la ville-préfecture de Huizhou.